# Siergiej Miedunow
Siergiej Fiodorowicz Miedunow (ros. Серге́й Фёдорович Медуно́в, ur. 21 września?/4 października 1915 w Slepcowskaja (obecnie Ordżonikidzewskaja) w obwodzie terskim, zm. 26 września 1999 w Moskwie) – radziecki działacz państwowy i partyjny, Bohater Pracy Socjalistycznej (7 grudnia 1973).

## Życiorys
W 1931 ukończył agrotechnikum w Kizlarze, później pracował w szkole, 1939 powołany do Armii Czerwonej, skończył kursy szturmanów lotniczych i kursy kadry politycznej, w latach 1941-1945 brał udział w wojnie z Niemcami. Od 1942 członek WKP(b), od sierpnia 1947 funkcjonariusz partyjny, 1947-1949 sekretarz rejonowego komitetu WKP(b) ds. kadr, 1949-1951 I sekretarz Komitetu Miejskiego WKP(b) w Starym Krymie. Od 1951 kierownik Wydziału Administracyjnego Krymskiego Komitetu Obwodowego WKP(b), 1951-1959 I sekretarz Komitetu Miejskiego WKP(b)/KPZR w Jałcie, 1957 zaocznie ukończył Wyższą Szkołę Partyjną przy KC KPZR, 1958-1959 I zastępca przewodniczącego Komitetu Wykonawczego Krymskiej Rady Obwodowej, 1959-1969 I sekretarz Komitetu Miejskiego KPZR w Soczi. Od marca 1969 do marca 1973 przewodniczący Komitetu Wykonawczego Krasnodarskiej Rady Krajowej, od 4 maja 1973 do 23 lipca 1982 I sekretarz Krasnodarskiego Komitetu Krajowego KPZR, 1982-1985 wiceminister gospodarki owocowo-warzywnej ZSRR, następnie na emeryturze. Od 1976 do czerwca 1983 członek KC KPZR, na plenum KC KPZR pod przewodnictwem Andropowa usunięty ze składu KC KPZR i z partii. Później został pozbawiony odznaczeń państwowych. W 1990 przywrócono mu członkostwo w partii i odznaczenia państwowe. Deputowany do Rady Najwyższej ZSRR od 8 do 10 kadencji. Pochowany na Cmentarzu Wostriakowskim.

## Odznaczenia
- Medal Sierp i Młot Bohatera Pracy Socjalistycznej (7 grudnia 1973)
- Order Lenina (trzykrotnie)
- Order Czerwonego Sztandaru Pracy (dwukrotnie)

I medale.